# Mordechaj Chaim Rumkowski
Mordechaj Chaim Rumkowski (27. února 1877 – 28. srpna 1944 Osvětim) byl židovský sionistický aktivista, známý především jako hlava židovské rady v lodžském ghettu.

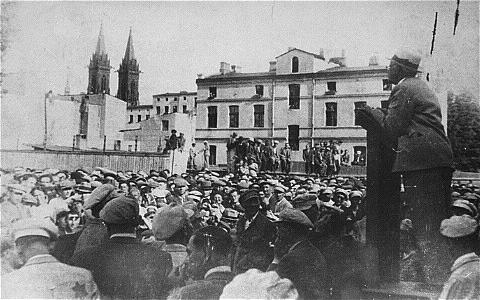
Rumkowski při projevu v ghettu

Rumkowski se narodil nedaleko Velikije Luki. Před druhou světovou válkou působil jako nepříliš úspěšný obchodník a ředitel sirotčince.
Zlom v jeho životě představoval 13. říjen 1939, kdy jej představitelé Třetí říše jmenovali hlavou lodžského ghetta. Z pozice své funkce vystupoval velmi autoritativně a na poštovní známky vydávané v ghettu nechal tisknout svůj portrét.
Hodnocení jeho osoby se dosti liší: pro jedny byl kolaborantem s nacisty, který měl dosti diktátorské sklony a kupříkladu vyzýval k dobrovolnému hlášení se do transportů, pro jiné zase člověkem, který dokázal zajistit ekonomickou výdělečnost ghetta a tím i jeho zachování až do roku 1944.
Po zániku Lodžského ghetta byl jako jeden z posledních i se svou rodinou transportován do koncentračního tábora v Osvětimi, kde i zemřel.